# Zemljani
Zemljani (енгл. Earthlings) je američki dokumentarni film o eksploataciji životinja od strane čovečanstva. Film se sastoji iz 5 delova: ljubimci, hrana, odeća, zabava i naučni eksperimenti. Prikazuje industrije koje surovo koriste životinje, i mnogi snimci su uznemirujući, pa se film ne preporučuje mlađima od 16 godina. Film prati Mobijeva muzika, kao i naracija Hoakina Finiksa.
Desetogodišnje izdanje filma besplatno je dostupno za gledanje na oficijelnom sajtu.

## Spoljašnje veze
Earthlings 10th Anniversary Edition